# Dynasty Warriors Online
Dynasty Warriors Online, còn gọi là Shin Sangoku Musō Online (真・三國無双Online Chân Tam Quốc Vô Song Online) tại Nhật Bản, là một game nhập vai trực tuyến nhiều người chơi ban đầu được phát hành cho Microsoft Windows tại Nhật Bản vào mùa xuân năm 2006, và cho PlayStation 3 vào ngày 18 tháng 2 năm 2010 trên toàn thế giới. Trò chơi thuộc về dòng game Dynasty Warriors của hãng Tecmo Koei cũng như dòng game phụ Romance of the Three Kingdoms lớn hơn đều dựa trên cuốn tiểu thuyết cổ điển vĩ đại cùng tên.

## Lối chơi
Dynasty Warriors Online cho phép người chơi tạo ra nhân vật của riêng mình và lựa chọn một loại vũ khí từ các nhân vật điều khiển được hiện tại. Khi một nhân vật được tạo ra, người chơi bước vào thế giới của Dynasty Warriors, đánh bại quân đối phương để thu điểm kinh nghiệm. Người chơi cũng có thể giao đấu hoặc cộng tác với những người chơi khác. Game còn giới thiệu lối chơi tự do theo kiểu free roam mà người chơi có thể di chuyển xung quanh thành phố phe mình nói chuyện với các nhân vật NPC khác.
Lối chơi của Dynasty Warriors Online tương tự như các hệ máy console khác. Nó bao gồm hai phần chính, các trận đánh chiến dịch và những trận đánh cận chiến. Trận đánh chiến dịch xảy ra hàng tuần, nơi ba nước (Ngụy, Thục, Ngô) và các phe phái khác (Chẳng hạn như Đổng Trác hoặc Viên Thiệu) lao vào tranh giành các thành phố và lãnh thổ của nhau. Nếu không có chiến dịch dự kiến, sau đó một trận quyết chiến lớn giữa 24 người chơi sẽ được tổ chức. Mục đích của trò chơi nhằm hoàn thành mục tiêu được chỉ định cho các loại hình chiến đấu. Trong cận chiến, có năm chế độ gồm: 
- Capture - Chiếm toàn bộ căn cứ địch, hoặc tất cả căn cứ trên chiến trường
- Defeat - Tiêu diệt một số lượng quân trong một thời gian hạn chế
- Confront - Tiêu diệt 10 người chơi đối thủ
- Search - Mang 10 miếng báu vật trở lại một trong những căn cứ của bạn hoặc căn cứ tiếp tế.
- Destroy - Chinh phục quân địch qua các phương tiện khác nhau.

## Phát triển
Dynasty Warriors Online ban đầu được công bố dành cho Microsoft Windows vào ngày 13 tháng 9 năm 2004 với tên gọi Shin Sangoku Musou BB (Dynasty Warriors Broadband), việc phát hành bản tiếng Nhật được nhắm vào mùa xuân năm 2006. Vào cuối năm 2009, một bản chuyển thể PS3 đã bị rò rỉ qua một trang web Flash nhỏ. Phiên bản PS3 sau đó đã được xác nhận với ngày phát hành trên toàn thế giới là ngày 18 tháng 2 năm 2010. Nhưng thay vì chỉ phát hành độc quyền tại Nhật Bản. Vào tháng 8 năm 2010, có tin báo rằng Aeria Games sẽ phát hành game này cho khu vực Bắc Mỹ và châu Âu. Trò chơi hiện giờ được phép tải về miễn phí như là hầu hết các nội dung của Aeria Games. Công ty hỗ trợ tựa game này thông qua phương thức thanh toán vi mô.